# Microrégion de Curitiba
La microrégion de Curitiba est l'une des cinq microrégions qui subdivisent la mésorégion métropolitaine de Curitiba dans l'État du Paraná au Brésil.
Elle comporte 19 municipalités qui regroupaient 5 149 373 habitants en 2006 pour une superficie totale de 8 589 km².

## Municipalités[1]
- Almirante Tamandaré
- Araucária
- Balsa Nova
- Bocaiúva do Sul
- Campina Grande do Sul
- Campo Largo
- Campo Magro
- Colombo
- Contenda
- Curitiba
- Fazenda Rio Grande
- Itaperuçu
- Mandirituba
- Pinhais
- Piraquara
- Quatro Barras
- Rio Branco do Sul
- São José dos Pinhais
- Tunas do Paraná